# W krainie borostworów
Kajko i Kokosz w krainie borostworów – komiks autorstwa Janusza Christy z serii Kajko i Kokosz.

## O komiksie
Komiks ukazał się w 1987 roku. W odróżnieniu od innych jest podzielony na rozdziały, co prowadzi do spekulacji, iż powstał z intencją wcześniejszej publikacji w częściach w jakimś magazynie, możliwe, iż w „Relaksie”, gdyż ów magazyn miał być w tym okresie wskrzeszony. Borostwory są inspirowane stworami z mitologii słowiańskiej, choć różnią się od nich znacznie.
W odróżnieniu od wcześniejszych albumów także, komiks zawiera trzy rzędy kadrów na stronę, a nie jak wcześniejsze cztery.
Komiks został opublikowany przez KAW w latach 1987 i wznowiony rok później, a w 2003 roku został opublikowany przez Egmont Polska. Ponieważ po pierwszym wydaniu oryginalna okładka zaginęła, późniejsi wydawcy byli zmuszeni zdać się na kopię.

## Fabuła komiksu
Zbójcerze realizują kolejny nikczemny plan zdobycia grodu Mirmiłowo. Wysyłają Ofermę, który w dniu święta czystej wody wskakuje do studni zanieczyszczając ją. Niesie to potworne konsekwencje bowiem cała woda w studni znika. Jedyną osobą, która może ją przywrócić jest tajemnicza Pani Przyroda zamieszkująca odległą krainę Borostworów. Kasztelan Mirmił wysyła Kajka i Kokosza z misją zbawienia grodu. W krainie bohaterowie spotykają Dzikoludki, wojującego z cywilizacją Stracha, terroryzującego inne Borostwory Bugiego, Leśne licho i Mamunę. W międzyczasie Hegemon i Kapral odkrywają, że każdy może unieść maczugę Zbója Łamignata jeśli wypowie się odpowiednie zaklęcie i kradną ją w celu przeprowadzenia decydującego ataku na gród.

## Wokół komiksu
Fabuła komiksu posłużyła jako scenariusz podstawowy pierwszej gry komputerowej o Kajku i Kokoszu wydanej w 1994 roku (acz gra nie trzyma się sztywno scenariusza albumu, a nawet wzbogacono ją o elementy z innych albumów jak Dzień Śmiechały, Szkoła latania czy Na wczasach). Gra w wersji 1998 na CD zawierała jako dodatek komiks w wersji multimedialnej z lektorem czytającym na głos dialogi. 
Dostępna jest także wersja komiksu po śląsku We krajinie borostraszków w tłumaczeniu Grzegorza Buchalika.